# Francisco Espoz y Mina

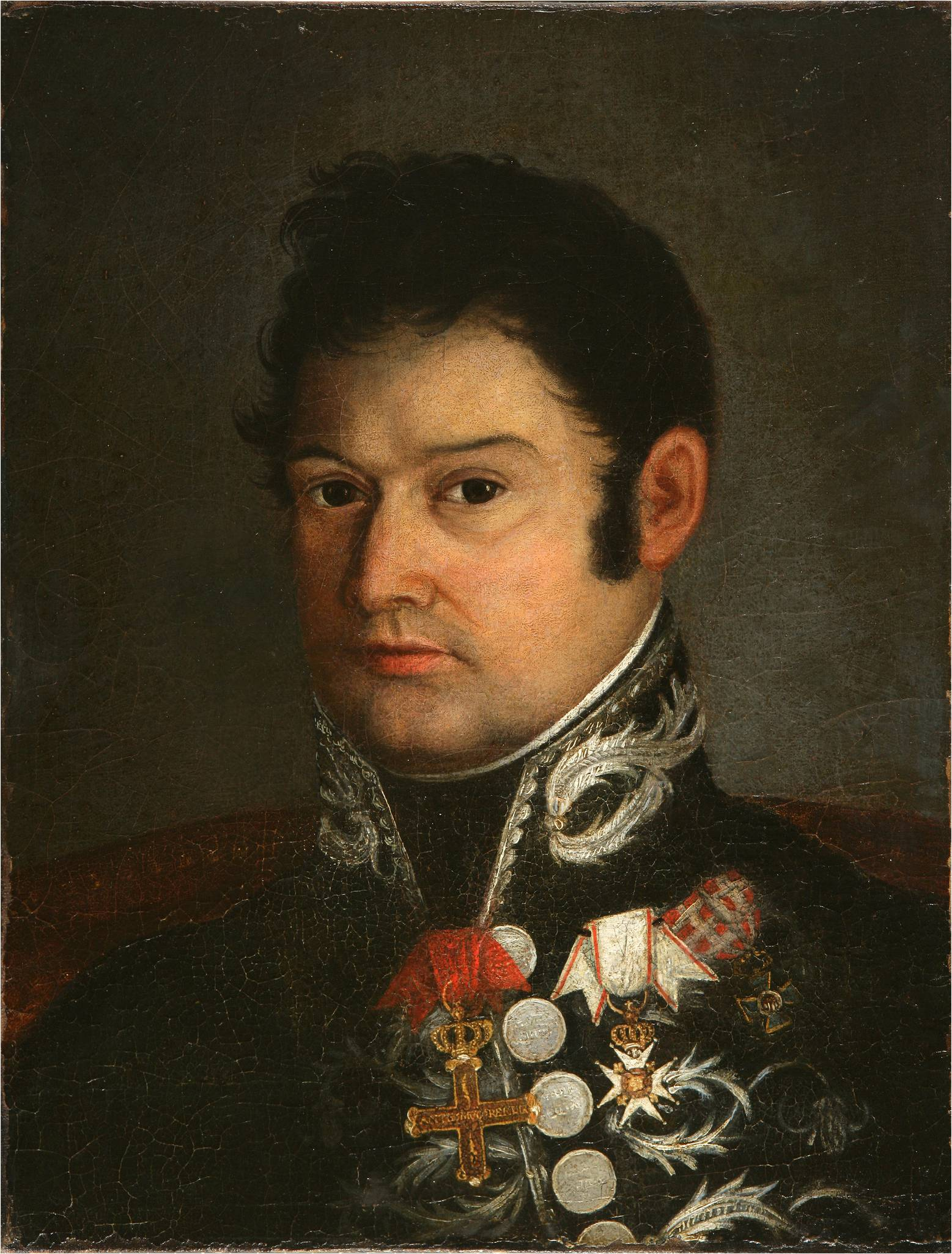
Porträtt av General Espoz y Mina.

Francisco Espoz y Mina, född 17 juni 1781 i Navarra, död 24 december 1836 i Barcelona, var en spansk gerillaledare och general.

## Biografi
Francisco Espoz y Mina inträdde vid Napoleons invasion i Spanien (1808) i sin brorsons gerillaband och framstod, sedan denne blivit tillfångatagen (1809), själv som en framstående ledare för gerillan. 
Han deltog 1814 med framgång i det engelsk-spanska fälttåget i Frankrike under hertigen av Wellington. I september samma år inlät han sig jämte sin brorson på ett misslyckat försök att återställa 1812 års författning och nödgades söka skydd i Frankrike. 
Han återvände 1820 och ledde 1822 som de konstitutionellas generalissimus den av oerhörda grymheter på ömse sidor kännetecknade striden mot det absolutistiska partiets "trosarmé", som han trängde över på franskt område. 1823 organiserade han motståndet mot den i Spanien inryckande franska armén, men nödgades 2 november dagtinga i Pamplona med marskalk Moncey.
Han begav sig därefter till England, där han på spanska skrev sina memoarer (5 band 1825). 1830 företog han en misslyckad resning i Navarra, och 1834–35 stred han som befälhavare över den kungliga nordarmén med ringa framgång mot karlisterna. Han blev generalkapten över Katalonien i oktober 1835.